# التمهيد الاسي
التمهيد الاسي هي طريقة من طرق التنبؤ بالطلب على منتج معين ويتم فيها حساب المتوسط الممهد في نهاية الفترة كتقدير للطلب خلال الفترة التالية وذلك باستخدام قيمتين فقط هما الطلب الفعلي والطلب المتوقع للفترة الأخيرة، وبذلك فان تقدير الطلب لفترة معينة لا يلزم الطلب الفعلي لكل الفترات السابقة، ولكن يلزم فقط بيانات السنة السابقة.
وتقوم الطريقة على البدء باخر تقدير تم حسابه، وهو عبارة عن الطلب المتوقع الذي تم تقديره للفترات السابقة، ثم محاولة تعديله بناء على ما تم حدوثه فعلا في الفترة السابقة. فعند نهاية الفترة السابقة، تكون قيمة الطلب الفعلي متاحة وبالتالي يمكن تعديل التقدير بناء على مقدار الخطا (الاختلاف) الذي تمت ملاحظته خلال الفترة الأخيرة.

## المعادلة
قيمة التنبؤ للفترة القادمة تكون بحساب المتوسط المثقل لكمية الطلب الحقيقة والمتنبئة للفترة السابقة كما يمكن تمثيلها بالدالة الرياضية:
```
م(ت)=هـ*م(ت-1)+(1-هـ)*ف(ت-1)
```

في هذا التعريف، هـ محصورة 0<=هـ<=1
- المقصود بـ م(ت) هو الطلب المتوقع للفترة ت
- المقصود بـ ف(ت) هو الطلب الفعلي للفترة ت
- القيمة الخاصة بالمعامل هـ تنحصر بين الصفر والواحد الصحيح. إذا كانت القيمة تساوي 1، فتعني ان رقم التوقع القديم يتم تعديله بكل الاختلاف بين الفعلي والمتوقع للفترة السابقة حتى يتم الوصول إلى الرقم المتوقع للفترة الحالية. اما إذا كانت القيمة تساوي صفر، تعني ان الاختلاف الذي حدث في الفترة السابقة بين الطلب الفعلي والطلب المتوقع يتم اهماله تماما وان يعتبر الطلب المقدر للفترة السابقة هو بالتمام الطلب المتوقع للفترة الحالية.

## مثال
لشركة تصنيع أجهزة الكمبيوتر، الطلب الفعلي لسنة 2010 هو 2269 وحدة، والطلب المتوقع لسنة 2010 هو 2167 وحدة، ما كمية الطلب المتوقعة لسنة 2011 باستخدام التمهيد الاسي؟ لتكن هـ = 1ر0

## الحل
من المعطيات:
م(2010) =2167 وحدة،
ف(2010) =2269 وحدة،
إذا:
م(2011) =(1ر0)*2167+(1-1ر0)*2269 = 2258.8 وحدة